# Cratere Yalata
Yalata  è un cratere sulla superficie di Marte.